# Дршня
Дршня (словац. Dršňa) — річка в Словаччині; ліва притока Нітри. Протікає в окрузі Топольчани.
Довжина — 13.7 км. Витікає в масиві Трибеч  на висоті 610 метрів.
Протікає територією села Крнча.
Впадає в Нітру на висоті 162 метри.